# Blackfriars Bridge
Blackfriars Bridge är en bil- och gångbro över Themsen i London mellan Waterloo Bridge och Blackfriars Railway Bridge. Brons norra ände ligger i närheten av Inns of Court, Temple Church och Blackfriars station. Södra änden ligger nära Tate Modern.
Den första bron var en 300 meter lång avgiftsbelagd bro ritad i italiensk stil av Robert Mylne. Byggarbetet tog nio år, och bron öppnade 1769. Ursprungligen kallades bron William Pitt Bridge (efter premiärministern William Pitt), men fick efter kort tid namnet Blackfriars Bridge, efter dominikanerklostret Blackfriars som låg i närheten.
Den nuvarande bron stod färdig 1869 och består av fem gjutjärnsvalv byggda efter ritningar av Joseph Cubitt. Bron ägs och underhålls av City of London Corporation. På grund av den stora trafiken över bron breddades den under åren 1907-1910 från 21 till nuvarande 32 meter.
Väg A201 löper över bron.